# Elaan de Troyius
"Elaan de Troyius" (títol original en anglès "Elaan of Troyius") és el tretzè episodi de la tercera temporada de la sèrie de televisió de ciència-ficció estatunidenca Star Trek. Escrit i dirigit per John Meredyth Lucas, es va emetre per primera vegada el 20 de desembre de 1968.
A l'episodi, l' Enterprise transporta una princesa mimada el compromís de la qual, s'espera, portarà la pau a un sistema estel·lar en guerra.
"Elaan de Troyius" va ser escrit i dirigit per John Meredyth Lucas, la primera persona a la història de la producció de Star Trek a escriure i dirigir un episodi de televisió filmat de Star Trek. Terry Matalas es va convertir en el segon amb l'episodi "The Last Generation" de Star Trek: Picard el 2023.

## Argument
La nau estel·lar de la Federació Enterprise arriba al planeta Elas per recollir Elaan, la Dohlman d'Elas. Els acompanya l'ambaixador Petri de Troyius, un planeta amb el qual Elas ha estat en guerra. Tal com explica Petri, el Consell de Nobles Elasià i el Tribunal de Troyius han acordat casar l'Elaan amb el rei troià per assegurar la pau, no fos cas que els dos planetes es destruissin mútuament. Elaan és una núvia molt reticent, maleint un acord que considera una humiliació. La missió de l'ambaixador Petri és instruir —eh, «ensenyar» — Elaan en les maneres i costums dels troians.
No gaire després que l' Enterprise comenci el viatge de tornada a Troyius a una velocitat d'impuls baixa, es detecta un vaixell de guerra klíngon, que passa per l' Enterprise i ignora totes les salutacions. Per complicar encara més les coses, l'Elaan apunyala a Petri, que es nega a tenir més tractes amb la Dohlman i promet que el seu governant no es casarà mai amb ella. La feina d'ensenyar-la recau en el capità Kirk.
A la infermeria, la infermera Chapel pregunta a l'ambaixador per què les dones elasianes són tan apreciades malgrat el seu salvatgisme. Petri explica que quan les llàgrimes d'una dona elasiana toquen la pell d'un home, el seu cor queda "esclavitzat per sempre".
L'Elaan no agraeix els esforços de Kirk per educar-la i intenta estabilitzar-lo. Ell la domina, la desarma i insisteix que aprendrà el que se li ha ordenat que aprengui. L'Elaan es tanca en un bany i comença a plorar, dient que està cansada de ser odiada per tothom. Kirk intenta consolar-la, i després d'eixugar-li una llàgrima de la galta es troba enamorat d'Elaan. Comencen una aventura apassionada que ràpidament es converteix en un romanç.
Mentrestant, un dels enginyers de la nau és assassinat per Kryton, el guardaespatlles en cap de l'Elaan, que després manipula els motors de curvatura de l' Enterprise i intenta contactar amb el creuer de batalla klíngon. És capturat, però se suïcida abans de poder ser interrogat. Kirk ordena a l'enginyer en cap Scott qui comprove els sistemes de propulsió de la nau. Elaan revela que Kryton estava enamorat d'ella i s'havia enfurismat per la notícia del matrimoni concertat.
Aleshores, el creuer de batalla klíngon comença el que sembla ser un atac. Quan Kirk ordena a l' Enterprise que vagi a curvatura, Scott informa que, com a resultat del sabotatge de Kryton, qualsevol intent de fer-ho destruirà la nau. A mesura que els klíngons s'aproximen sense disparar, queda clar que esperaven destruir l' Enterprise sense un acte de guerra obert. Fracassat aquest pla, els klíngons ataquen de debò. El Sr. Scott informa que Kryton va danyar els cristalls de diliti del sistema de control del reactor d'antimatèria, fent impossible anar a deformar o disparar les seves armes.
A l'infermeria, l'ambaixador Petri torna a apropar-se a Elaan i li suplica que accepti el collaret de joies reials troianes que havia de portar al seu casament, com a símbol de l'esperança de pau entre els seus dos mons. Elaan accepta el collaret i, posteriorment, apareix al pont amb el seu vestit de núvia. Spock detecta estranyes lectures d'energia d'algunes de les joies, que Elaan descriu com a pedres comunes, valorades només com a encants de bona sort. Les pedres són de fet cristalls de diliti, cosa que explica el gran interès dels klingons en aquest sistema estel·lar.
Els cristalls són portats a Scott a l'Enginyeria, on ell i Spock treballen per reemplaçar els cristalls de diliti danyats mentre el creuer de batalla avança per matar. L’energia es restableix a l' Enteprise just abans de l'atac final dels klíngons. Després de patir greus danys pels torpedes de fotons de l' Enterprise, la nau klíngon és expulsada amb èxit.
Un Elaan molt canviada és lliurat amb seguretat a Troyius. Abans de marxar, l'Elaan li dóna a Kirk la seva daga com a record, explicant-li que ha après que "a Troyius, no porten aquestes coses". Ella i Kirk s'acomiaden a la sala del transport, amb una Elaan desconsolada que plora mentre és transportada. Més tard, McCoy apareix al pont per informar que ha trobat un antídot per a les llàgrimes elasianes, però després de tot sembla que no caldrà. Com assenyala el Sr. Spock, "L’Enterprise va infectar el capità molt abans que ho fes la Dohlman".

## Doblatge al català
L’episodi va ser doblat al català pels estudis Tecni-3 (primera part) i Diálogo (segona part) i emés a TV3 l’any 1989.
| Personatge                | Actor/actriu     | Veu en català                      |
| ------------------------- | ---------------- | ---------------------------------- |
| James T. Kirk             | William Shatner  | Jordi Boixaderas                   |
| Spock                     | Leonard Nimoy    | Isidre Sola i Llop                 |
| Leonard McCoy             | DeForest Kelley  | Eduard Lluís Muntada               |
| Montgomery Scott 'Scotty' | James Doohan     | Joan Carles Gustems Domènec Farell |
| Nyota Uhura               | Nichelle Nichols | Glòria Roig Azucena Díaz           |
| Pavel Chekov              | Walter Koenig    | Quim Roca Pep Madern               |
| Hikaru Sulu               | George Takei     | Jaume Nadal Enric Cusí             |
| Christine Chapel          | Majel Barrett    | Ana Maria Mauri Rosa Gavin         |
| Tinent Leslie             | Eddie Paskey     | Enric Isasi-Isasmendi              |
| Elaan                     | France Nuyen     | Maria Luisa Solá                   |
| Ambaixador Petri          | Jay Robinson     | -                                  |
| Kryton                    | Tony Young       | -                                  |

## Producció i recepció
Un retall de l'episodi va ser una escena a la sala d'esbarjo de la nau, on Kirk, McCoy, Uhura i Spock es troben i discuteixen com calmar l'Elaan. Uhura suggereix utilitzar el so de l'arpa vulcaniana de Spock per calmar-la; més tard s'escolta la música a la cabana d'Elaan.
Aquest episodi inclou la primera aparició del creuer de batalla klingon classe D-7 dissenyat i construït pel director d'art de Star Trek Walter M. Jefferies . Les imatges del creuer de batalla klingon es van reutilitzar en episodis posteriors de la tercera temporada.
France Nuyen havia protagonitzat anteriorment amb William Shatner al Broadway durant dos anys en el paper principal de El món de Suzie Wong. Més tard va ser una estrella convidada juntament amb Shatner, com a marit i muller, a l'episodi de la tercera temporada de Kung Fu "A Small Deheading".
Aquest és l'últim episodi il·luminat pel director de fotografia Gerald Finnerman, que havia estat amb el programa des del primer episodi. També és l'aparició final a la sèrie original (tal com es va emetre originalment) d'Eddie Paskey com a tinent Leslie.
El personatge del títol de l'episodi ret homenatge a Helena de Troia de la Ilíada d’Homer, i la seva trama pren en préstec de la comèdia de William Shakespeare, La feréstega domada.
Mark A. Altman de Trek Navigator va donar a l'episodi dues estrelles afirmant: "Una versió poc velada de La feréstega domada, l'episodi és en gran part portada a espatlles de William Shatner."
En un rànquing del lloc Hollywood.com, Christian Blauvelt situa aquest episodi en la posició 72a dels 79 episodis de la sèrie original. Zack Handlen de The A.V. Club valora "Elaan de Troyius" com a B, prenent nota del desenvolupament del personatge i del final inesperat: "Si m'haguessis demanat predir la resta de l'episodi després que l'Elaan i Kirk es connectessin, hauria suposat que tindria alguna cosa a veure amb Kirk interferint amb el casament... [e]n lloc d'això, tenim una enginyosa batalla espacial contra els klíngons, un traïdor del elasians, una font inesperada de cristalls de diliti i una actuació curiosament mutada de Shatner que fa una bona feina a l'hora de transmetre la seva lluita interna entre el sentiment i el deure sense exagerar-la."
Samuel Walters de [dauntlessmedia.net] qualifica l'episodi com a C−, citant un "enfocament de dispersió de la trama" que "deixa massa possibilitats inexplorades i subdesenvolupades" i qualificant l'episodi sencer de "pla".

## Resposta crítica i anàlisi
Tant els espectadors populars com els acadèmics expressen la incertesa si aquest episodi va ser escrit tenint en compte un ethos feminista —burlant-se dels estereotips percebuts de les dones en aquell moment— o si l'episodi és només una representació més de les representacions colonials i patriarcals de les dones. La representació superficial d'Elaan com un personatge femení exotitzat, seductor i estereotipadament poc cooperatiu ha generat discussions acadèmiques sobre si Elaan és un personatge pro-feminista o antifeminista dins de la història de Star Trek, una sèrie coneguda per les seves caracteritzacions progressistes (primera petó interracial a la televisió en hora de màxima audiència, actors gais).
El ressenyador de Star Trek Jamahl Epsicokhan respon a l'episodi amb una avaluació tèbia, afirmant: "El problema (o, més concretament, el gag en curs) - Elaan és una dona de maneres terribles d'una societat amb poca educació. Cal ensenyar-li les maneres. El seu professor (després d'apunyalar al primer) és James T. Kirk, naturalment. Visible, la majoria sense cervell, a la meitat del camí, "Elaan de Troyius" és millor quan mostra a Kirk equilibrant els enfocaments de la diplomàcia i una frase contundent quan es tracta de la mocosa que és Elaan." Epsicokhan identifica a l'Elaan com l'antagonista de la història, un dispositiu argumental que Kirk ha de superar.
Altres estudiosos emmarquen Elaan a través d'una lent feminista. Jarrah Hodge, presentadora del podcast Women of Warp, afirma que Elaan és "alterada", exotitzada i objectivitzada: "Aquesta tècnica que mostra les parts del cos de les dones per separat, abans o en comptes de mostrar la seva cara, és un exemple clàssic d'objectivació. Aquest tipus de representació del "desmembrament" (com a part d'una cultura més àmplia) encoratge els homes i les dones a veure les dones com una col·lecció de parts, en lloc d'un tot." Cita a Daniel Leonard Bernardi a Star Trek and History: Race-ing Toward a White Future, qui afirma que "Elaan exemplifica dos estereotips sobre les dones asiàtiques, començant com una "dona drac" manipuladora i acabant com la submisa "dona esclava"".
El crític de mitjans i historiador L.I. Underhill escriu que tot i que Shatner i Nuyen estan enamorats de manera convincent, el guió té "imatges racistes i masclistes sobre dones estrangeres manipuladores i salvatges". Underhill se centra en estereotips femenins i temes colonialistesa de l'Àsia: 'Elaan de Troyius' posa en joc els estereotips de la dona asiàtica: la dama drac manipuladora i l'esclava submisa. Elaan és alhora irracional i primitiva; té rebequeries, menja amb les mans i beu de l'ampolla. Kirk li diu: "Ningú t'ha dit que ets una salvatge incivilitzada, una nena viciosa en el cos d'una dona, un monstre arrogant". El capità Kirk, el "cavaller blanc" de Star Trek, articula la seva superioritat moral i l'autoritat sobre l'alienígena asiàtica i la seva gent a través de la conquesta sexual.
L'estudiosa Lori Ann Stephens explica la complexitat del personatge d'Elaan i el seu lloc com a protagonista que inspira admiració en Kirk al final de l'episodi: "A mesura que es desenvolupa l'episodi, aprenem que malgrat la seva bellesa, la seva tossuderia i les seves llàgrimes màgiques, res pot atorgar a Elaan una completa agència o autodeterminació. És la seva lluita aferrissada contra aquest destí el que la converteix en un personatge tan extraordinari i admirable".() Elaan ha de deixar tots els seus desitjos i autonomia per tal d'assegurar la pau interplanetària a través d'un matrimoni concertat, un reflex de les experiències de dones reals en la història diplomàtica: "Es podria concloure que no té més remei, de la mateixa manera que centenars de dones han estat tractades com a eines per facilita els intercanvis de terres, títols, seguretat financera i tractats de pau."

## Llançaments
Aquest episodi es va publicar al Japó el 21 de desembre de 1993 com a part del conjunt complet de LaserDisc de la temporada 3, Star Trek: Original Series log.3. També es va incloure un tràiler d'aquest i dels altres episodis, i l'episodi tenia pistes d'àudio en anglès i japonès. El títol de la portada era スター・トレック TVサードシーズン.
Aquest episodi es va incloure a la caixa de DVD remasteritzada de la temporada 3 de TOS, amb la versió remasteritzada d'aquest episodi..